# فرودگاه کوگالیم
فرودگاه کوگالیم (به روسی: Международный аэропорт Когалым) فرودگاهی عمومی واقع در کوگالیم در کشور روسیه است که توسط کاگالیماویا اداره می‌شود.

## شرکت‌های هواپیمایی و مقصدهای پروازی
| شرکت‌های هواپیمایی | مقصدهای پروازی                |
| ----------------- | ----------------------------- |
| آنگارا ایرلاینز   | تولمچوا (آغاز از ۲۰ اوت ۲۰۱۷) |
| یوتی‌ایر اوییشن    | ونوکووا، کورومچ، اوفا         |
| یامال ایرلاینز    | کولتسوو                       |